# Leonardo Argüello Barreto
Leonardo Argüello Barreto (* 29. August 1875 in León (Nicaragua); † 15. Dezember 1947 in Mexiko-Stadt, Mexiko) war vom 1. Mai bis 27. Mai 1947 Präsident von Nicaragua.

## Leben

### Ausbildung und frühe Laufbahn
Leonardo Argüello Barreto war Humanmediziner in Leon (Nicaragua). Er wurde 1912 Mitglied des Partido Liberal. Er beteiligte sich am Guerra Constitucionalista. Er war stellvertretender Vorsitzender des Parlamentes, Bildungsminister, Innenminister und Außenminister.
Er initiierte als Vertreter von Juan Bautista Sacasa Verhandlungen in Managua im Beisein des US-Botschafters Arthur Bliss Lane über die Entwaffnung bzw. Freilassung von inhaftierten Aufständischen mit Augusto César Sandino nach dem Abzug des USMC. Nachdem am 20. Februar 1934 kein Ergebnis erzielt worden war, wurde Sandino tags darauf auf Weisung von Anastasio Somoza García ermordet.
Barrereto, der auch als Schriftsteller und Diplomat tätig war, trat 1936 als Kandidat der Partido Liberal erfolglos bei der Präsidentschaftswahl an. Für die Wahlen am 2. Februar 1947 wurde er kurzfristig anstelle von Anastasio Somoza García aufgestellt.  Zwar erhielt Enoc Aguado Farfán die meisten Stimmen, aber die PLN mit Somoza García als Oberbefehlshaber der Guardia Nacional de Nicaragua regelte die Wahlen. Es wurden einige Urnen entführt und die Regierung erklärte ihren Kandidaten Leonardo Argüello Barreto zum neuen Präsidenten.

### Präsidentschaft
Barreto trat die Präsidentschaft am 1. Mai 1947 auf der Loma de Tiscapa an. In seiner Regierungserklärung ließ er öffentlich verlauten:
„Ich werde nicht ein einfacher amtierender Präsident sein, welchen die Strömungen der Tradition und des Brauchtums gebracht hat.“
Nach seinem Amtsantritt wurden die Amtsmissbräuche der Guardia Nacional und ein Verzeichnis des Eigentumzuwachses von Anastasio Somoza García publiziert. Er konferierte mit Befehlshabern in der Armee, ohne Anastasio Somoza García darüber zu informieren. Er versetzte Anastasio Somoza Debayle vom Befehlshaber des ersten Batallón zum Befehlshaber des Departamentos León. Er bestätigte die Autonomie der Universidad de Managua.

### Putsch
Am 26. Mai 1947 beschuldigte Anastasio Somoza García Leonardo Argüello Barreto der Verschwörung gegen ihn als Befehlshaber der Guardia Nacional de Nicaragua und ließ den Amtssitz, die Loma de Tiscapa, besetzen. Anastasio Somoza García besetzte mit 25 Guardias Nacionales den Palacio de Comunicaciones. Mit einem Telegrafenmikrophon gab er Instruktionen an seinen Panzer und schickte seine Truppen mit dem Befehl zur Unterwerfung: Um 3:00 Uhr wurde auf einer Parlamentssitzung Leonardo Argüello Barreto als für das Präsidentenamt nicht kompetent erklärt. Wegen  „problemas mentales“, wie es der Abgeordnete für Estelí, Adolfo Urrutia ausdrückte, wurde er als Präsident abgesetzt und beschuldigt gegen die Einheit und Disziplin der Armee verstoßen zu haben. Zu seinem Nachfolger wurde Benjamín Lacayo Sacasa, welcher in diesem Moment das Vertrauen von Anastasio Somoza García genoss, ernannt.

### Exil
Vier Monate nach Amtsantritt fand Argüello Barreto Asyl in der mexikanischen Botschaft in Managua. Dort blieb er sechs Monate und ging anschließend nach Mexiko ins Exil, ohne vom Amt des Präsidenten zurückzutreten.

### Tod
Das nicaraguanische Parlament dekretierte anlässlich seines Todes Staatstrauer.